# New Johnsonville
Pour les articles homonymes, voir Johnsonville.
New Johnsonville est une municipalité américaine située dans le comté de Humphreys au Tennessee.
Selon le recensement de 2010, New Johnsonville compte 1 951 habitants. La municipalité s'étend sur 7,08 milles carrés (18,34 km2) dont 1,78 mille carré (4,61 km2) d'étendues d'eau.
Johnsonville est fondée dans les années 1860, lors de l'arrivée du chemin de fer. Elle est nommée en l'honneur d'Andrew Johnson, alors gouverneur du Tennessee. En 1944, la Tennessee Valley Authority construit le barrage du Kentucky (en) sur le Tennessee ; la plupart des habitants de Johnsonville, engloutie par les eaux du réservoir, déménagent alors à New Johnsonville quelques kilomètres plus au nord. New Johnsonville devient une municipalité en 1949.